# 岩﨑元是
岩﨑 元是（いわさき もとよし、1962年3月19日 - ）は、作曲家、編曲家、ギタリスト、歌手。北海道出身。作曲家、編曲家の岩崎文紀は実兄に当たる。

## 概要
1984年、シンセサイザーの喜多郎と出会い、「岩崎元是 with 喜多郎」としてシングルをリリース。1986年、岩﨑元是&WINDYとしてデビュー。4枚のシングルと2枚のアルバムを残す。グループ解散後の1988年以降は、コーラス・ミュージシャン、ソングライター、編曲家として活動する。様々な歌手に楽曲を提供したり、作詞やコーラスアレンジを手掛けたり、歌唱やコーラスとして楽曲に参加したりと、活動の幅を広げる。その他、アニメやゲームのサウンドトラックなども手がける。
2007年9月28日、約20年振りとなるオリジナル・アルバム『FOR A LONG TIME』をリリース。2008年8月8日には、夏限定ミニマムアルバム『Summery』をリリース。2012年6月27日、岩﨑元是&WINDYの全曲を収録したデジタルリマスター盤『The all songs of WINDY』（2枚組・全23曲）をリリース。
2018年、非エンジニアとしては史上初の日本プロ音楽録音賞、プロミネントマスター賞を受賞した。
2022年2月28日Twitterで「密かにコロナに罹り、密かに療養を終えました」と新型コロナウイルスに感染していた事を公表した。

## 特徴
大瀧詠一に影響を受けているため、大瀧が影響を受けたフィル・スペクターが得意とした「ウォール・オブ・サウンド」の手法を用いたアレンジを行うことが多く、大瀧作品に見られるような音作りをしている「ナイアガラフォロワーズ」の一人とみられている。その影響は大きく、ツイッターのユーザー名を「otokabe_master」としているほどである。「ウォール・オブ・サウンド」の手法を用いたアレンジを行った楽曲として挙がっている楽曲の一例としては、細川たかしの「応援歌、いきます」、金月真美の「夏に、まだ少し･･･」、沢野口沙絵（小西寛子）の「きっときっと…」、エリュトロン（鈴木真仁）の「あのね……。」、虹野沙希（菅原祥子）の「涙のエール」など。そのうち、岩瀬健人（新山志保）の「青い空　青い海」は『FOR A LONG TIME』にセルフカバーが収録された。

## ディスコグラフィー

### シングル

#### 岩﨑元是with喜多郎 名義
- 蒼い風（1984年発売/1142-7(7SD)）
  - A面：蒼い風（明星食品「チャルメラ」CMイメージ・ソング）
  - B面：ステイ・バイ・ミー

### アルバム
1. FOR A LONG TIME（2007年9月28日発売/MOCA-1839）
  - 数え切れない I LOVE YOU
  - 終わらない夏
  - ただひとつの「さよなら」
  - 青い空 青い海（「WILD HALF ドラマ・アルバム Encounter3」提供曲のセルフカバー）
  - 雨のholiday
  - ～Inter lude 1～
  - 泣き顔のPinun girl
  - another love
  - ハミングの Love song
  - 一人の窓
  - I'll say it with a song
  - ～Inter lude 2～
  - 君のいないクリスマス
  - 時のなかで
2. Summery（2008年8月8日発売/MOCA-1840）
  - 君は夏
  - 素肌のドレス
  - Reminiscence for "summer wing"
  - さよならの夏

## 主な歌唱作品

### アニメ・特撮・イメージソング等
- 月と薔薇 MOON PRINCESS ORIGINAL ALBUM - 1992年
  - 舞い降りた天使（作詞・作曲も担当）
  - 薔薇伝説（作曲も担当）
- Sequence - 1992年
  - じゃあな!
- バビル2世（OVA） - 1992年
  - Sunrise～暁に抱かれて（第4巻ED） ※MacKanakoとのデュエット
- 機動戦士Vガンダム - 1994年
  - いくつもの愛をかさねて（挿入歌/作編曲も担当） ※2020年2月2日にSUNRISE Music Labelよりデジタルシングルとしてリリース
- ご近所物語 - 1995年
  - 月に吠える
- それゆけ!宇宙戦艦ヤマモト・ヨーコⅡ - 1997年
  - HEARTWARE GIRL〜君のこころ感じたら〜（2期ED/作編曲も担当）
- ポケットモンスター - 1997年
  - うたうポケモン図鑑 第1巻 ノーマルポケモン Part2 ※香取沙季、渡部チェル、藤沢秀樹とともに歌唱
  - うたうポケモン図鑑 第1巻 虫ポケモン Part1 ※香取沙季、渡部チェル、藤沢秀樹とともに歌唱
  - うたうポケモン図鑑 第1巻 虫ポケモン Part2 ※香取沙季、渡部チェル、藤沢秀樹とともに歌唱

- おはスタ - 1997年～
  - アミダカダブラ(スペシャル・メドレー) ※渡部チェルとのデュエット
- 未来戦隊タイムレンジャー - 2000年
  - 未来のゆくえ（Case File 50ED/作編曲も担当）
- アルジェントソーマ - 2000年
  - Horizon（ED） ※コーラスユニット「Spehere」の一員として（他メンバーは斉藤妙子、佐々木久美、高尾直樹）

### カバー
- パレード（ビクターカバー） - ポンキッキーズ
- ビューティフル・サンデー（コロムビアカバー）
- パラダイス銀河（コロムビアカバー）

## 音楽を手がけた作品
- Bビーダマン爆外伝 - エンディング「ともだちがたからもの」作・編曲
- とっとこハム太郎
- ぱにょぱにょデ・ジ・キャラット
- キン肉マンII世（映画）
- ときめきメモリアルシリーズ - キャラクターソング各種
- メタルファイター・MIKU - 主題歌「風になるまで」 エンディング「瞳は1000カラット」作・編曲
- まめうしくん
- ネットゴーストPIPOPA
- そらのおとしもの
  - そらのおとしものf
- ポケットモンスター - イメージソング「おやすみ ぼくのピカチュウ」編曲
- クレヨンしんちゃん 嵐を呼ぶジャングル - 主題歌「さよならありがとう」編曲
- クレヨンしんちゃん 嵐を呼ぶ モーレツ!オトナ帝国の逆襲 - 主題歌「元気でいてね」作・編曲
- 12歳。～ちっちゃなムネのトキメキ～
- モジャ公 - エンディング「恋人が宇宙人なら」作・編曲・コーラス
- 波よ聞いてくれ

## 主なプロデュース作品
- 虹野沙希『虹のリトグラフ』（1998年）
- G3K（橋幸夫・舟木一夫・西郷輝彦）「小さな手紙」（2000年）
- 伊豆田洋之『Face』（2003年）
- 金月真美『Mana』（2009年）